# Waterworld
Waterworld (no Brasil, Waterworld - O Segredo das Águas, e em Portugal simplesmente Waterworld), é um filme de ação pós-apocalíptico de ficção científica estadunidense de 1995, dirigido por Kevin Reynolds e co-escrito por Peter Rader e David Twohy. Foi baseado no roteiro original de Rader em 1986 e estrelado por Kevin Costner, que também o produziu com Charles Gordon e John Davis. Foi distribuído pela Universal Pictures. Waterworld foi lançado em 28 de julho de 1995, quatro anos depois do filme Robin Hood: Prince of Thieves (1991), grande sucesso de bilheteria e estrelado por Costner e dirigido por Reynolds, que repetiram a parceria neste longa.
O cenário do filme está em um futuro distante. Embora nenhuma data exata tenha sido dada no próprio filme, foi sugerido que ele ocorra em 2500. A calota de gelo polar derreteu completamente e o nível do mar subiu mais de 7,600 m (25,000 pés), cobrindo quase todos da terra. O enredo do filme centra-se em um anti-herói sem nome, Mariner, um vagabundo que navega a Terra em seu trimaran. O filme afirma que, no futuro, provavelmente no século 31, quando as calotas polares derreterem por completo, cobrindo a superfície terrestre totalmente de água, os poucos seres humanos que sobreviveram, terão de se adaptar a um novo mundo, onde existem mutantes — seres humanos geneticamente modificados, que nascem adaptados ao convívio com a água, com guelras e membranas envolvendo os dedos dos pés —, num planeta sem leis ou fronteiras, assolado pelos violentos ataques dos Smokers, temido clã de piratas.
Na época do seu lançamento, foi considerado o filme mais caro já feito na história do cinema, Waterworld foi lançado para críticas mistas, elogiando o cenário e a premissa futuristas, mas criticando a caracterização e a atuação. O filme também não conseguiu recuperar seu enorme orçamento nas bilheterias; no entanto, o filme mais tarde se tornou lucrativo devido a vendas de vídeos e outras formas de comercialização pós-cinema. O filme também foi indicado ao Oscar 1996 na categoria melhor mixagem de som.
O lançamento do filme foi acompanhado por uma romantização, jogo eletrônico homônimo e três atrações temáticas no Universal Studios Hollywood, Universal Studios Singapore e Universal Studios Japan, chamadas Waterworld: A Live Sea War Spectacular, que ainda estão em execução em 2019.
O escritor estadunidense Jean Lamore residente na França processou a Universal Studios, que alegou que o filme era um plágio de seu romance Tideworks, de 1981. O livro, nunca publicado, foi registrado em cartório nos Estados Unidos em 19 de abril de 1995. O advogado de Lamore, Bruno Chemama, havia mencionado "semelhanças incríveis" entre o romance de seu cliente e o filme. O escritor perdeu o caso em primeira instância em 13 de novembro de 2002, mas recorreu da decisão. Em uma sentença de 30 de janeiro de 2007, a Justiça francesa rejeitou o recurso de Lamore. Segundo o tribunal, a corte havia julgado de forma justa que "nenhum aspecto de semelhança é relevante, tanto na temática quanto no desenvolvimento da trama" e que "os personagens não têm as mesmas características".
Em 2012, em entrevista para Forbes, o presidente do canal Syfy, Dave Howe, disse que havia a possibilidade de transformar o filme em uma série de televisão ou telefilme.

## Sinopse
O filme passa-se  num cenário futurístico onde, em decorrência de um derretimento massivo das calotas polares através de séculos, toda a massa terrestre do planeta Terra foi coberta de água, fazendo com que os humanos sobreviventes criassem, por todo o globo, comunidades basedas em grandes navios e atóis artificiais. Essa drástica mudança ambiental também proporcionou uma grande perda do conhecimento tecnológico, de forma que os seres humanos não têm sequer ideia de onde vieram e acreditam que o mundo sempre foi como é. Há, no entanto, lendas sobre uma chamada "Terra Firme", onde supostamente se encontraria todos os tipos de riquezas.
Mariner, um navegador solitário e errante, vaga pelos mares abertos abordo do seu trimaran. Ele desembarca em um atol com o intuito de comerciar terra, item de grande raridade e valor. Ele é questionado sobre onde teria conseguido a terra, mas recusa-se a responder. A certo ponto revela-se que Mariner possui nadadeiras e guelras, consequências de uma evolução para adaptar-se às mudanças ambientais. Os habitantes do atol, num ato de medo e desespero, decidem eliminá-lo afogando-o num poço de salmoura de lodo. Contudo, antes de Mariner ser rebaixado para o lodo, um grupo de piratas conhecidos como "Smokers" invadem o atol. Os Smokers procuram uma garota chamada Enola, que chegara à comunidade quando criança em uma cesta e tem em suas costas o que se acredita ser um mapa com coordenadas para a mítica Terra Firme. Deacon, o líder dos Smokers, planeja construir na Terra Firme uma cidade governada por ele e para isso pretende capturar Enola. A invasão causa o perecimento de muitos habitantes do atol; ao passo que Enola e sua guardiã Helen tentam escapar junto com o inventor Gregor em seu balão a hidrogênio. Infelizmente, apenas Gregor tem sucesso na fuga, mas Enola e Helen são mais tarde salvas por Mariner, que concorda em ajudá-las.
O desenvolvimento subseguinte do filme centra-se nas diversas escaramuças e batalhas entre o grupo de Mariner, Helen e Enola na sua busca pela Terra Firme e os Smokers com seu ambicioso líder Deacon, bem como às várias situações por eles enfrentadas.

## Elenco
- Kevin Costner como Mariner
- Dennis Hopper como Deacon
- Jeanne Tripplehorn como Helen
- Tina Majorino como Enola
- Michael Jeter como Velho Gregor
- Jack Black como piloto de avião dos Smokers
- Kim Coates como Drifter #2
- Robert Joy como garoto dos Smokers
- Robert LaSardo como Smitty
- Gerard Murphy como The Nord
- R. D. Call como chefe de segurança do Atol
- John Fleck como médico dos Smokers
- John Toles-Bey como artilheiro de avião dos Smokers (Ed)
- Zakes Mokae como Priam
- Sab Shimono, Leonardo Cimino, e Zitto Kazann como anciões do Atol
- Rick Aviles como Atoll Gatesman #1
- Jack Kehler como Atoll Banker
- Chris Douridas como Atoller #7
- Robert A. Silverman como Hydroholic
- Neil Giuntoli como Hellfire Gunner (Chuck)
- William Preston como Smoker Depth Gauge Guy
- Sean Whalen como Bone
- Lee Arenberg como Djeng

## Produção
O filme marcou a quarta colaboração entre Costner e Reynolds, que já haviam trabalhado juntos em Fandango (1985), Robin Hood: Prince of Thieves (1991) e Rapa Nui (1994), o último dos quais Costner co-produziu, mas não estrelou. Waterworld foi co-escrito por David Twohy, que citou Mad Max 2: The Road Warrior como uma grande inspiração. Ambos os filmes empregaram Dean Semler como diretor de fotografia.
Durante a produção, o filme foi atormentado por uma série de excedentes de custos e contratempos na produção. A Universal inicialmente autorizou um orçamento de US$100 milhões, mas os custos de produção chegaram a aproximadamente US$175 milhões, uma soma recorde para a produção de filmes na época. As filmagens ocorreram em um grande recinto de água do mar artificial semelhante ao usado no filme Titanic, dois anos depois; estava localizado no Oceano Pacífico, na costa do Havaí. A cena final foi filmada em Waipio Valley, na Ilha Havai, também conhecido como o Vale dos Reis. A produção foi prejudicada pelo colapso do conjunto multimilionário durante um furacão. Filmagens adicionais ocorreram em Los Angeles, Huntington Beach e Ilha de Santa Catalina e nas Ilhas do Canal da Califórnia.
A produção contou com diferentes tipos de veículo aquático pessoal, especialmente jet skis da Kawasaki. Kevin Costner esteve no set por 157 dias, trabalhando 6 dias por semana. Em um ponto, ele quase morreu quando foi pego em uma tempestade enquanto amarrado ao mastro de seu trimarã. O surfista profissional Laird Hamilton foi o dublê de Kevin Costner em muitas cenas aquáticas. Hamilton foi ao set via jet ski. Um dos dublês de Kevin Costner também ficou horas perdido no meio do mar depois que a gasolina de seu jet ski acabou e durante uma cena envolvendo um trimarã, Jeanne Tripplehorn e Tina Majorino foram arremessadas com tanta força na água que foi preciso uma dúzia de mergulhadores para trazê-las de volta em segurança.
A trilha sonora de Mark Isham, que não foi gravada e apenas demos foram concluídas para aproximadamente 25% do filme, teria sido rejeitada por Costner por ser "étnica e sombria demais", contrastando o tom futurista e aventureiro do filme; Isham se ofereceu para tentar novamente, mas não teve a chance. James Newton Howard foi trazido para escrever a nova trilha sonora. Joss Whedon voou para o set para reescrever o roteiro de última hora e depois o descreveu como sete semanas de inferno; o trabalho resumia-se à edição das ideias de Costner sem alterações.
O estado do Havaí teve mais de US$35 milhões adicionados à sua economia como resultado da produção colossal de filmes. Apesar dos confrontos relatados, o diretor Kevin Reynolds e o ator Kevin Costner se reuniram quase duas décadas depois para a minissérie Hatfields & McCoys do History Channel.

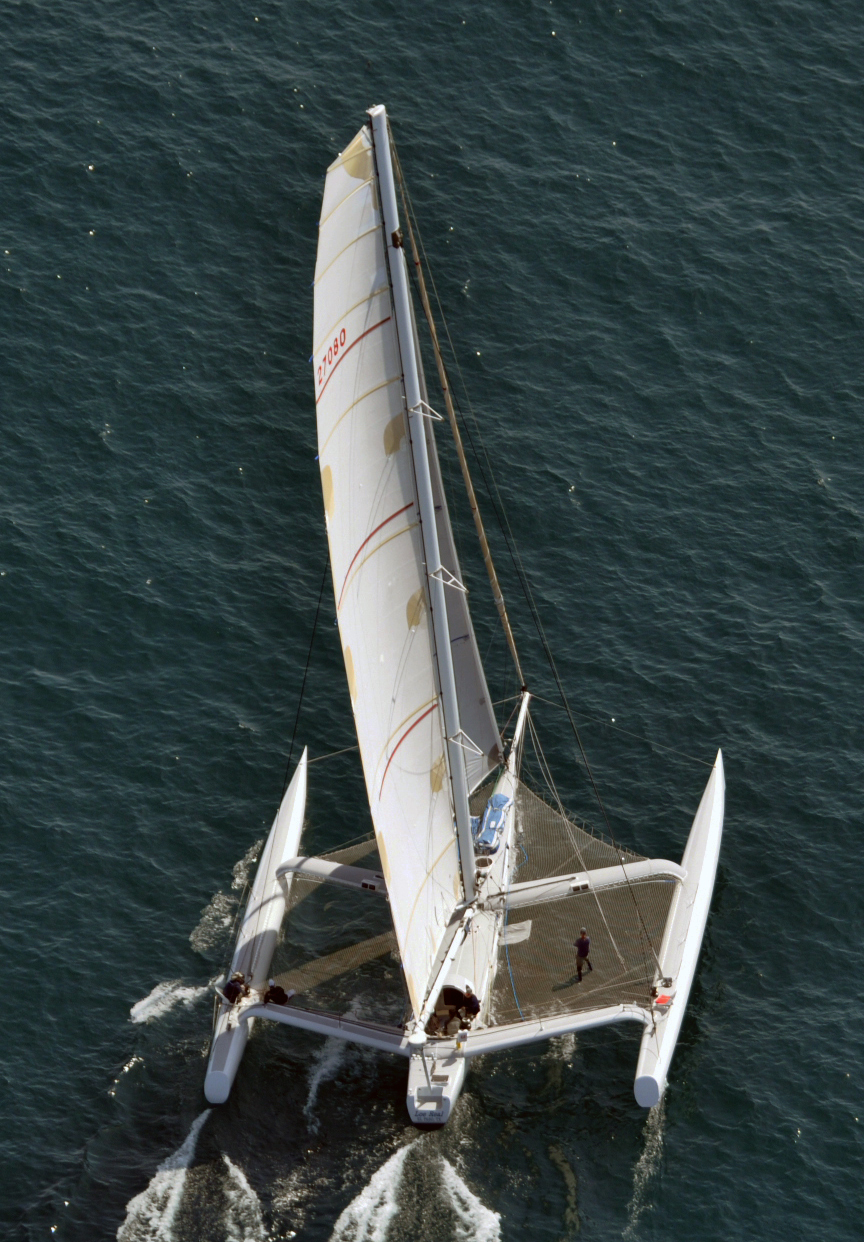
Loe Real, um dos dois trimarãs de Waterworld de 18 metros em 2013; Newport Beach, Califórnia.

Inspirado nos trimarãs de corrida construídos pela divisão multi-casco da Jeanneau Advanced Technologies, Lagoon; um iate personalizado de 18 metros foi projetado por Marc Van Peteghem e Vincent Lauriot-Prevost e construído na França pela Lagoon. Duas versões foram construídas, um trimarã de corrida relativamente padrão para fotos à distância e um trimarã transformador carregado de efeitos para fotos em close. O primeiro trimarã foi lançado em 2 de abril de 1994 e ultrapassou 30 nós (56 km / h; 35 mph) em setembro daquele ano. A versão transformadora foi vista pela primeira vez no filme como uma espécie de jangada com um moinho de vento com três lâminas. Quando necessário, poderiam ser acionadas alavancas que achatariam as pás do moinho de vento enquanto elevavam um mastro escondido à altura máxima da corrida. Um boom surgiu, anteriormente escondido no casco, e as duas velas foram automaticamente desenroladas. Uma vez concluída a transformação, esta versão poderia realmente navegar, embora não tão bem quanto o piloto dedicado. A versão transformadora está em mãos particulares em San Diego, Califórnia. Por muitos anos, a versão de corrida foi mantida em um lago no Universal Studios Florida, antes de ser restaurada para uso como um trimarã de corrida chamado Loe Real, que (a partir de 2012) estava sendo vendido em San Diego. before being restored for use as a racing trimaran named Loe Real, which was (as of 2012) being offered for sale in San Diego.
Kevin Reynolds recebeu todo o crédito como diretor, mas deixou o projeto como Kevin Costner constantemente o atormentava com a mentalidade indesejada de "diretor do motorista do banco de trás" em quase todas as cenas, a ponto de Reynolds deixar o projeto e o próprio Costner continuar a direção.

## Lançamento

### Bilheteria
Devido aos altos custos de produção e seu preço alto, alguns críticos o apelidaram de "Fishtar" e "Kevin's Gate", aludindo aos fracassos Ishtar e Heaven's Gate, embora o filme estreou na bilheteria em primeiro lugar. Com um orçamento de US$172 milhões (e um desembolso total de US$235 milhões após a contabilização dos custos de marketing e distribuição), o filme faturou US$88 milhões nas bilheterias norte-americanas. O filme fez melhor no exterior, com US$176 milhões nas bilheterias estrangeiras, totalizando US$264 milhões em todo o mundo. No entanto, embora esse número ultrapasse os custos totais gastos pelo estúdio, ele não leva em consideração o percentual bruto de bilheteria que os cinemas retêm, que geralmente é de metade; mas depois de considerar as vendas de vídeo em casa e os direitos de transmissão de TV, entre outras fontes de receita, Waterworld acabou se tornando lucrativo.

### Recepção da crítica
As críticas contemporâneas ao filme foram confusas. Roger Ebert deu a Waterworld 2,5 estrelas de 4 e disse: "À parte a controvérsia de custos, Waterworld é um filme de ação futurista decente, com ótimos cenários, idéias intrigantes e algumas imagens que ficarão comigo. Poderia ter sido mais, poderia ter sido melhor, e poderia ter me feito me importar com os personagens. É um daquelas filmes marginais que você não está triste por ter visto, mas não pode recomendar". James Berardinelli, da Reelviews Movie Reviews, foi um dos poucos apoiadores do filme, chamando-o de "um dos recursos mais luxuosos de Hollywood até hoje". Ele escreveu: "Embora o enredo não seja tão revigorante, a ação é, e é isso que salva Waterworld. Na tradição dos filmes de faroeste antigos e Mad Max de Mel Gibson, este filme oferece uma boa diversão escapista. Todo mundo nos bastidores fez sua parte com calma, e o resultado é um banquete para os olhos e ouvidos".
Rotten Tomatoes dá ao filme uma pontuação de 45% com base em críticas de 58 críticos, com uma classificação média de 5.2 / 10. O consenso crítico do site é: "Embora tenha sofrido um burburinho tóxico no momento de seu lançamento, Waterworld é, em última análise, uma falha ambiciosa: um filme de ficção científica extravagante com alguns momentos decentes e muitos bobos". Metacritic dá ao filme uma pontuação de 56/100, com base em críticas de 17 críticos, na faixa de "críticas mistas ou médias".

### Mídia doméstica
Waterworld foi lançado em DVD em 1 de novembro de 1998. Waterworld foi lançado em Blu-Ray em 20 de outubro de 2009. Waterworld está programado para ser lançado em 4K Blu-Ray em 9 de julho de 2019.

### Prêmios e indicações
| Award                       | Subject                           | Nominee                                                           | Result   |
| --------------------------- | --------------------------------- | ----------------------------------------------------------------- | -------- |
| Oscar                       | Melhor Som                        | Steve Maslow, Gregg Landaker e Keith A. Wester                    | Indicado |
| Prêmio Saturno              | Melhor Filme de Ficção Científica |                                                                   | Indicado |
| Prêmio Saturno              | Melhor Figurino                   | John Bloomfield                                                   | Indicado |
| British Academy Film Awards | Melhores Efeitos Visuais          | Michael J. McAlister, Brad Kuehn, Robert Spurlock e Martin Bresin | Indicado |
| Framboesa de Ouro           | Pior Filme                        |                                                                   | Indicado |
| Framboesa de Ouro           | Pior Ator                         | Kevin Costner                                                     | Indicado |
| Framboesa de Ouro           | Pior Diretor                      | Kevin Reynolds                                                    | Indicado |
| Framboesa de Ouro           | Pior Ator Coadjuvante             | Dennis Hopper                                                     | Venceu   |
| Stinkers Bad Movie Awards   | Pior Filme                        |                                                                   | Indicado |
| Stinkers Bad Movie Awards   | Pior Ator                         | Kevin Costner                                                     | Indicado |

## Mídia relacionada
O filme foi reembalado de várias formas, incluindo uma máquina de fliperama de 1995 da Gottlieb Amusements (mais tarde Premier, ambas agora extintas).

### Jogos eletrônicos
Os jogos eletrônicos baseados no filme foram lançados para o Super Nintendo Entertainment System, Game Boy, Virtual Boy e PC. Deveria haver um lançamento para o Genesis, mas foi cancelado e só estava disponível no Sega Channel. Uma versão do jogo Sega Saturn também foi planejada, e o desenvolvimento foi concluído, mas, como seu equivalente no Genesis, foi cancelado antes do lançamento. Os lançamentos Super NES e Game Boy estavam disponíveis apenas no Reino Unido e na Austrália. Enquanto as versões Super NES e Virtual Boy foram lançadas pela Ocean Software, a versão PC foi lançada pela Interplay.

### Romantização
Uma romantização foi escrita por Max Allan Collins e publicada pela Arrow Books. Ele entra em mais detalhes sobre o mundo do filme.

### Revista em quadrinhos
Uma minissérie de quatro edições em quadrinhos, intitulada Waterworld: Children of Leviathan, foi lançada pela Acclaim Comics em 1997. Kevin Costner não permitiu que sua imagem fosse usada para os quadrinhos, então o Mariner parece diferente. A história revela algumas das histórias de fundo do Mariner, à medida que ele reúne pistas sobre de onde ele veio e por que ele é diferente. A história em quadrinhos expande a possível causa do derretimento das calotas polares e das inundações em todo o mundo, e introduz um novo vilão, "Leviathan", que forneceu a organização dos Smokers do Deacon. Os quadrinhos sugerem a possibilidade de que a mutação do Mariner não seja causada pela evolução, mas pela engenharia genética e que suas origens possam estar ligadas às do "Sea Eater", o monstro do mar visto durante a cena da pesca no filme.

### Atrações do parque temático
Existem atrações no Universal Studios Hollywood, no Universal Studios Japan e no Universal Studios Singapore, com base no filme. A trama do programa se passa após o filme, quando Helen retorna ao Atol com a prova de Dryland, apenas para se ver seguida pelo Deacon, que sobreviveu aos eventos do filme. O Mariner chega atrás dele, derrota Deacon e leva Helen de volta para Terra Seca enquanto o Atol explode.

## Curiosidades
- A produção foi repleta de problemas. Um dos principais cenários do filme, a colônia dos escravos, foi destruída por uma violenta tempestade.[2]
- Depois de muitos atrasos no lançamento e já com o orçamento estourado, o diretor Kevin Reynolds abandonou as filmagens faltando apenas duas semanas para seu término. Com isso, Kevin Costner assumiu a direção do filme, apesar de não ser creditado como diretor.[2]
- Apesar de ter sido indicado ao Oscar (na categoria de melhor Som) e ao Bafta (na categoria de melhores Efeitos Especiais), o filme foi vencedor apenas no Framboesa de Ouro, nas categorias: Pior Ator Coadjuvante (Dennis Hopper), sendo também indicado como: Pior Filme, Pior Diretor e Pior Ator (Kevin Costner).
- Na versão Japonesa do filme, a voz de Enola é provida por Ikue Ōhtani, que fez a voz de Pikachu na série Pokémon.
- Anna Paquin foi considerada para interpretar Enola.[2]